# Bell-lloc d'Urgell
Bell-lloc d'Urgell (in catalano standard pronunciato [beˈʎːɔk duɾˈʒeʎ])è un comune spagnolo di 2 446 abitanti situato nella comunità autonoma della Catalogna, nella provincia di Lleida.